# Karl Grumpelt

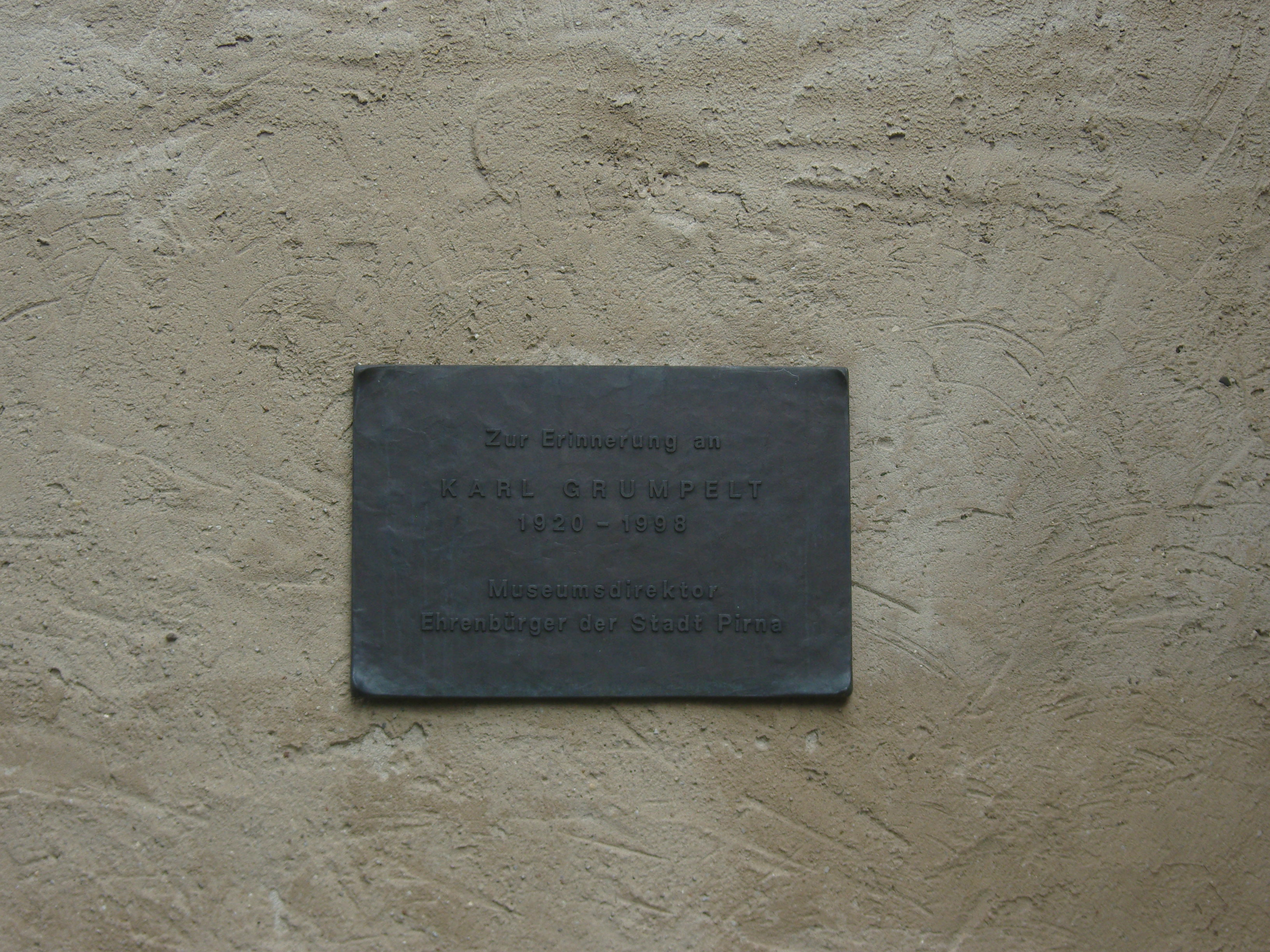
Gedenktafel am Museum in Pirna

Karl Grumpelt (* 1920 in Pirna; † 23. November 1998 ebenda) war ein deutscher Museumsleiter in Pirna und ist heute Ehrenbürger dieser Stadt.

## Leben
Grumpelt war der Sohn des Pirnaer Sparkassendirektors Erwin Grumpelt. Er absolvierte zunächst eine Ausbildung als Sparkassenangestellter und nahm als Soldat am Zweiten Weltkrieg teil. Nach der Kriegsrückkehr im Frühjahr 1945 arbeitete er zunächst wieder als Bankangestellter und leitete u. a. die Sparkassenfilialen in Zschieren und Lohmen.
In seiner Freizeit setzte sich Grumpelt im Rahmen der Mitarbeit im Kulturbund mit Fragen der Pirnaer Geschichte auseinander. Über die Mitarbeit im Kulturbund ergab sich die Bekanntschaft zu Alfred Wagner, Leiter des Pirnaer Stadtmuseums, und zu Hermann Schreiter, vormals Verwalter des Museums des Gebirgsvereins für die Sächsische Schweiz.
Auf Anregung von Alfred Wagner bewarb sich Grumpelt für die Stelle eines wissenschaftlichen Mitarbeiters im Stadtmuseum Pirna, die er im Juli 1953 antrat. Bereits 1955 übernahm er die Leitung des Museums.
Berufsbegleitend absolvierte Grumpelt ein Studium der Museologie in Berlin. In seiner Diplomarbeit untersuchte er die industrielle Entwicklung des Kreises Pirna am Beispiel des Kunstseidenwerkes Pirna. Aus dieser Diplomarbeit heraus entstand 1960 die Polytechnische Abteilung Kunstseide Pirna, die seinerzeit einzigartig in Deutschland war. Die Abteilung prägte das Profil des Stadtmuseums bis zu seiner Schließung im Jahr 1984. Ein weiteres Studium der Geschichte an der Humboldt-Universität zu Berlin schloss Grumpelt 1964 als Diplomhistoriker ab.
Grumpelt leitete das Pirnaer Stadtmuseum bis 1986 unter teilweise schwierigen Bedingungen. Problematisch gestaltete sich u. a. die Raumsituation in Bezug auf die angemessene Lagerung des Museumsgutes. Der bauliche Zustand des Museums verschlechterte sich aufgrund fehlender Investitionen derart, dass das Museum für Sanierungsarbeiten 1984 geschlossen werden musste. Die Neueröffnung erfolgte erst 1993. Mit Vollendung des 66. Lebensjahres legte Grumpelt 1986 die Museumsleitung nieder.
Nach der Wende war er Gründungsmitglied des Neuen Pirnaer Geschichtsvereins. 1989 war der Abriss des historischen Gebäudes „Teufelserkerhaus“ in der Altstadt von der damaligen Denkmalpflege beschlossen worden. Einige kämpferische Pirnaer Bürger, unter ihnen Karl Grumpelt, verhinderten aber den Abriss in der Bürgerbewegung „Rettet Pirna“. Das Teufelserkerhaus ist heute wieder restauriert und beherbergt u. a. ein Restaurant.
Grumpelt wurde 1995 anlässlich seines 75. Geburtstages 1995 das Ehrenbürgerrecht seiner Heimatstadt Pirna verliehen. In Pirna ist im Klosterhof zwischen Stadtmuseum und Klosterkirche eine Gedenktafel für ihn angebracht.

## Werke
- Pirna – Kurzer Abriß der Entwicklung der Stadt Pirna
- Über die Entwicklung des Wappens der Stadt Pirna und ihres Namens, 1983
- Bilder der Vergangenheit. 1233–1933 – Von den Anfängen bis zur 700-Jahr-Feier, mit Jürgen George
- Zur Geschichte der Pirnaer Arbeiterbewegung (Ein Bild zum Volksentscheid gegen Fürstenabfindung), Mai 1958